# 小行星9788
小行星9788（英語：9788）是一颗围绕太阳公转的小行星。1995年3月11日，小林隆男在大泉天文台发现了此天体。
这颗小行星的绝对星等为124.29500等。